# Кирунавара
Кирунава́ра (швед. Kirunavaara, северносаам. Gironvárri, меянкиели Kierunavaara) — гора на севере Швеции, расположенная в коммуне Кируна провинции Норрботтен, неподалёку от города Кируна. Знаменита тем, что в ней находится крупнейшее и богатейшее в мире месторождение железной руды.
Согласно ЭСБЕ:

Гора в шведской провинции Норботтен, между Торнео и Каликс-ельфом, около 237 м высотой и 5 км длиной, принадлежат к числу богатейших железной рудой во всем свете. Весь хребет и 10 вершин состоят почти исключительно из железной руды, содержащей около 70% железа. Запас железа на одной поверхности определяется в 255 млн. тонн. Лишь с окончанием железной дороги Лулео-Офотен эти богатства станут приносить пользу стране.

О месторождении железа в этом районе было известно ещё в середине XVII века, но из-за плохого транспортного сообщения с этим регионом Швеции его разработка была невозможна. Только в конце XIX века со строительством железной дороги, которая соединяла порты Нарвик в Северном море и Лулео в Балтийском, коммерческая добыча стала реальностью. Руда, добываемая в этом месторождении, является лучшей в мире по содержанию полезного продукта (железа) в пустой породе. Шведская горнодобывающая компания LKAB разрабатывает горы с начала XX века.
Горнодобывающая территория вокруг Кируны и Мальмбергета вместе с грузовым портом и сталелитейным заводом в Лулео сделала губернию Норрботтен одним из первых и наиболее заметных регионов тяжёлой промышленности в Швеции.
Некоторые шахты Кирунавары, разработка которых прекращена, доступны для посещения туристами. В них проведено освещение, установлена система принудительной подачи воздуха.

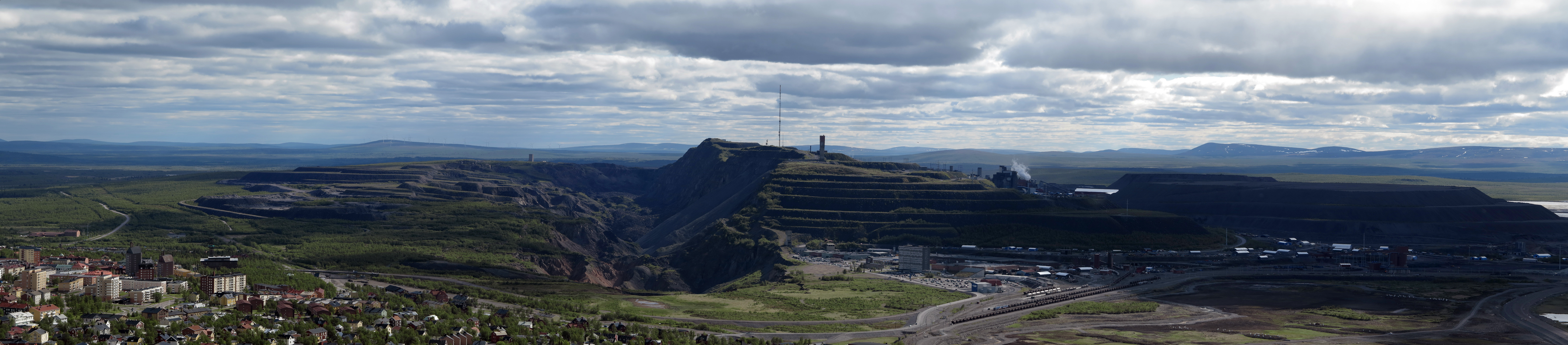